# Louis Mordell
Louis Joel Mordell (Filadélfia, 28 de janeiro de 1888 — Cambridge, 12 de março de 1972) foi um matemático britânico.
Foi Professor Fielden de Matemática Pura, Universidade de Manchester, de 1923 a 1945, e Professor Sadleiriano de Matemática Pura, Universidade de Cambridge, de 1945 a 1953.